# 金牛湖

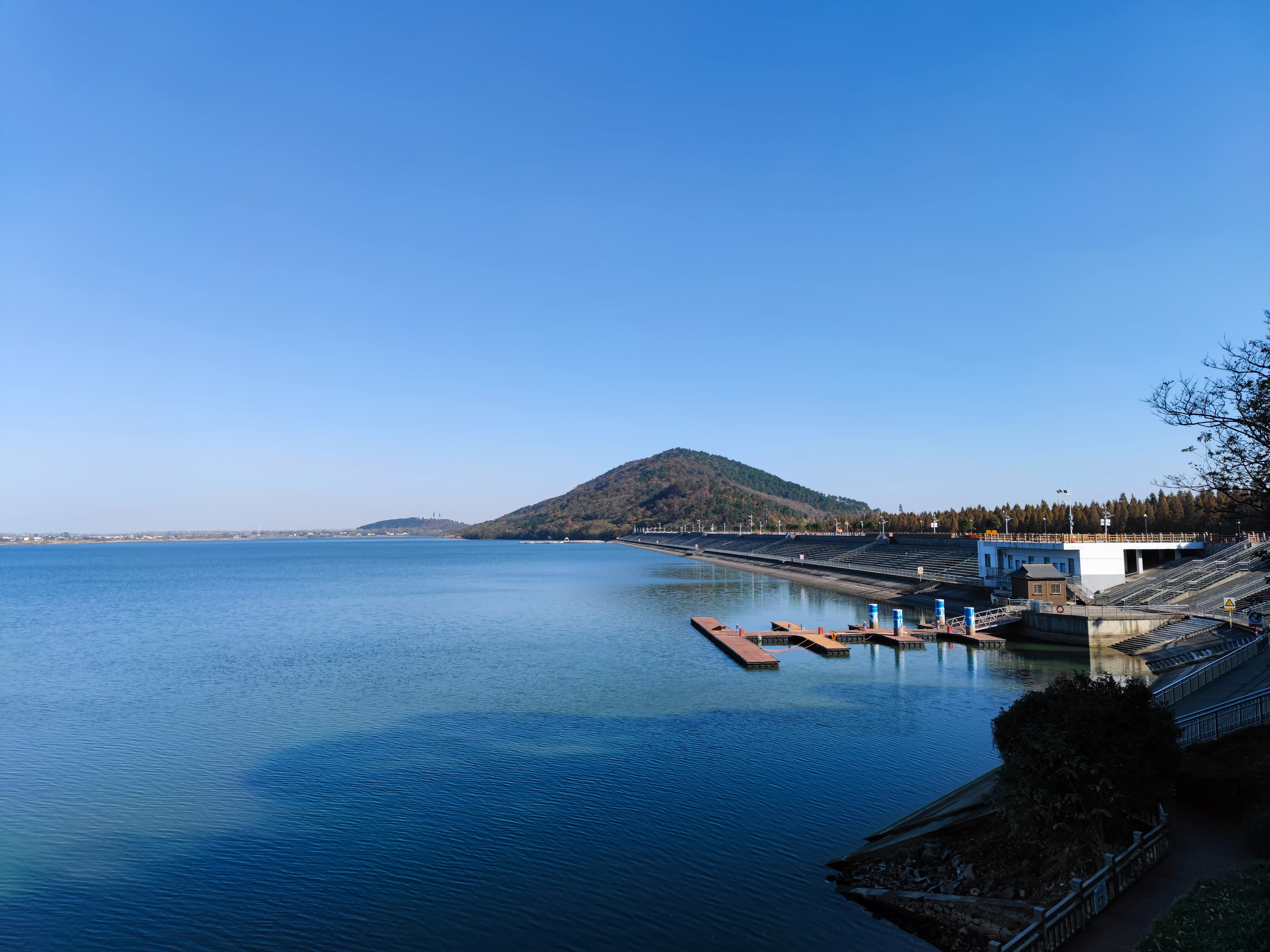
金牛湖公园景色，水面为金牛湖水库，山峰为金牛山

金牛湖是南京市六合区境内的一座人工水库，始建于1958年，现已成为一处知名的风景区，其北部与天长市和仪征市接壤的地区是中国代表民歌《茉莉花》的发源地。金牛湖也是2014年南京青年奥运会水上项目的举办场所之一。。
金牛湖附近设有南京地铁金牛湖站，该车站是南京地铁S8号线的北部终点站，宁天城际二期工程将由此北延至天长市境内。